# Piotr Bałtroczyk przedstawia
Piotr Bałtroczyk przedstawia – cotygodniowy program rozrywkowy telewizji Polsat, stworzony i prowadzony przez Piotra Bałtroczyka. Program był nadawany od 2006 do 2008 roku.
W programie występowali zaproszeni goście – satyrycy i kabareciarze. W jego ramach nadawany był improwizowany serial Spadkobiercy.